# The Rose of Paris
The Rose of Paris è un film muto del 1924 diretto da Irving Cummings. Adattata per lo schermo da Lenore Coffee e Bernard McConville, la sceneggiatura di Melville Brown e Edward T. Lowe si basa su Mitsi (in italiano, Mitzi), romanzo di Delly pubblicato a Parigi nel 1922.
Prodotto e distribuito dalla Universal Pictures, il film aveva come interpreti Mary Philbin, Robert Cain, John Sainpolis, Rose Dione, Dorothy Revier, Gino Corrado, Doreen Turner.

## Trama
Mitsi, una giovane orfana, esce dal convento e, a Parigi, è oggetto di un complotto teso a rubarle la sua eredità. Lei fugge, trovando lavoro come domestica nella casa del nonno. Lì, si innamora di Christian che sposerà dopo che verrà conosciuta la sua vera identità.

## Produzione
Il film fu prodotto dall'Universal Pictures (come Universal Jewel).

## Distribuzione
Il copyright del film, richiesto dalla Universal, fu registrato il 28 luglio 1924 con il numero LP20423.
Distribuito dall'Universal Pictures e presentato da Carl Laemmle, il film uscì nelle sale cinematografiche statunitensi il 9 novembre 1924 dopo essere stato presentato in prima a New York il 1º ottobre 1924.
Copia completa della pellicola si trova conservata negli archivi della George Eastman House di Rochester.